# 긴테쓰고세역
긴테쓰고세역(일본어: 近鉄御所駅)은 일본 나라현 고세시에 위치한 긴키 닛폰 철도 고세 선의 철도역이다. 이 노선의 종점역이자 역 번호는 P 26이며, 상대식 승강장 2면 2선의 구조를 갖춘 지상역이다.

## 타는 곳
| 1 · 2 | P 고세 선 | 샤쿠도 · 후루이치 · 오사카아베노바시 · 가시하라진구마에 방면 |

## 이용 현황
- 2005년 11월 8일 : 4,595명
- 2008년 11월 18일 : 4,238명
- 2010년 11월 9일 : 3,938명
- 2012년 11월 13일 : 3,819명
- 2015년 11월 10일 : 3,430명

## 역 주변
- 고세 시청
- JR 서일본 와카야마 선 고세역
- 가모쓰바 신사

## 인접 역
| 긴키 닛폰 철도 고세 선 | 긴키 닛폰 철도 고세 선 | 긴키 닛폰 철도 고세 선 |
| ---------------------- | ---------------------- | ---------------------- |
| P25 오시미 샤쿠도 방면 | P 고세 선              | 시·종착역              |